# Paderewskiego życie po życiu
Paderewskiego życie po życiu – polski, trzyczęściowy, częściowo inscenizowany film w reżyserii Stefana Szlachtycza, wyprodukowany w 1999 roku.
Film w trzech odcinkach ukazuje ostatnie lata życia Ignacego Jana Paderewskiego.
Na podstawie książki Simone Giron Tajemnica testamentu Paderewskiego, która ukazała się w 1948 roku.

## Twórcy filmu
- Reżyseria: Stefan Szlachtycz
- Scenariusz: Stefan Szlachtycz
- Zdjęcia: Jacek Stechlewski
- Dźwięk: Krzysztof Sanecki
- Scenografia: Danuta Dąbrowska
- Montaż: Grzegorz Lickiewicz

## Obsada
- Edward Linde-Lubaszenko – Ignacy Jan Paderewski
- Anna Januszewska – Simone Giron
- Marian Dworakowski – narrator
- Ewa Sobiech – Helena Luebke
- Jacek Polaczek – adwokat
- Michał Janicki – sędzia
- Grzegorz Młudzik – Sylwin Strakacz
- Małgorzata Prokop-Paczkowska – dziennikarka
- Ireneusz Paczkowski – dziennikarz
- Marta Paczkowska – mała Simone Giron